# فلفل الليمون

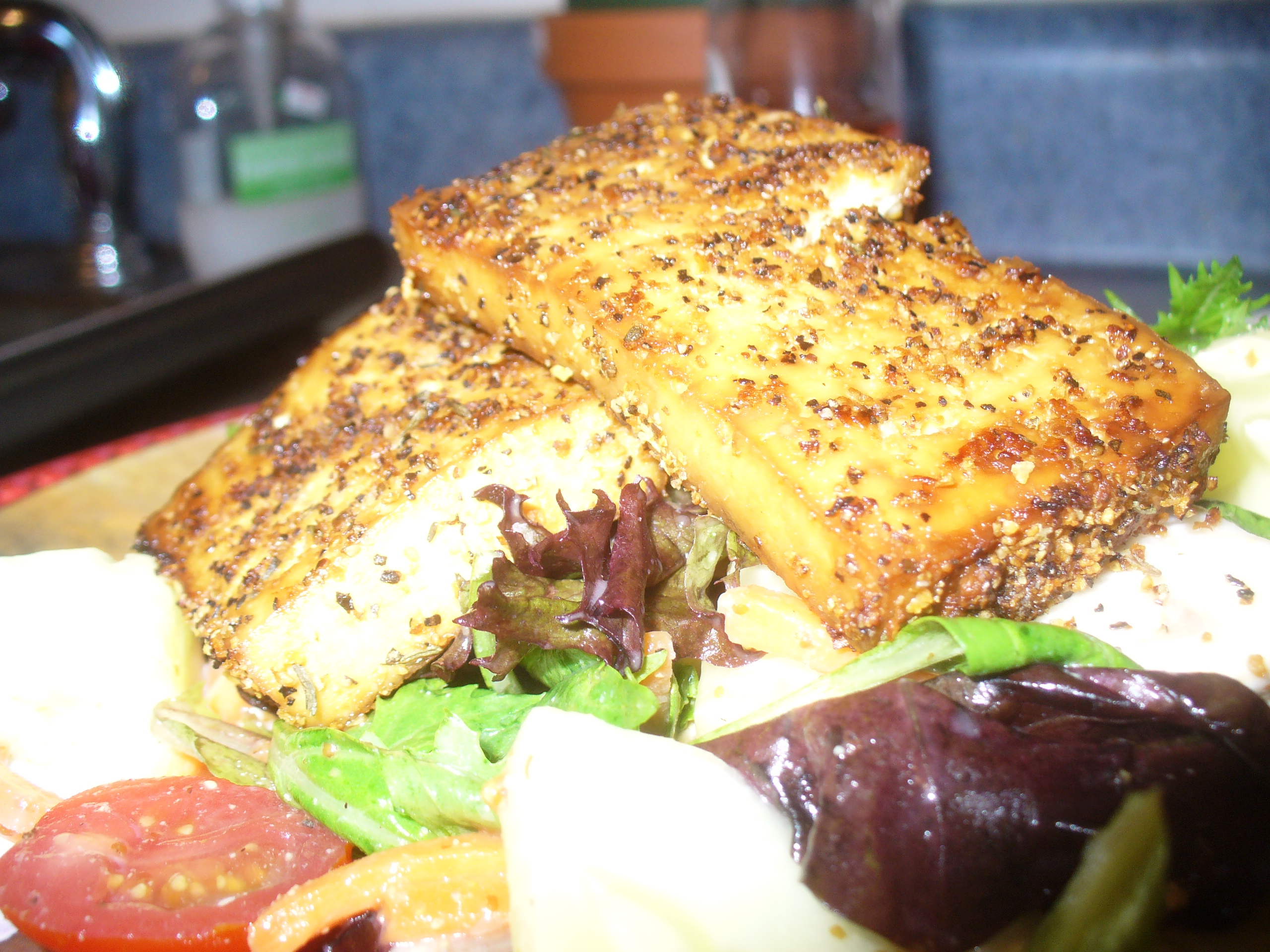
طبق من التوفو بفلفل الليمون، مقدم مع السلطة

فلفل الليمون (بالإنجليزية:Lemon pepper) يطلق عليه أيضاً تتبيلة فلفل الليمون. هي تتبيلة تصنع من قشرة الليمون والفلفل الأسود المجروش. يهرس قشر الليمون مع الفلفل ليسمح للفلفل أن يتشرب بزيت الحمضيات. ثم يخبز هذا المزيج ويجفف ليستخدم على اللحم (خصوصاً الدواجن) والمعكرونة.بالرغم من أنها استخدمت في الأساس للمأكولات البحرية.

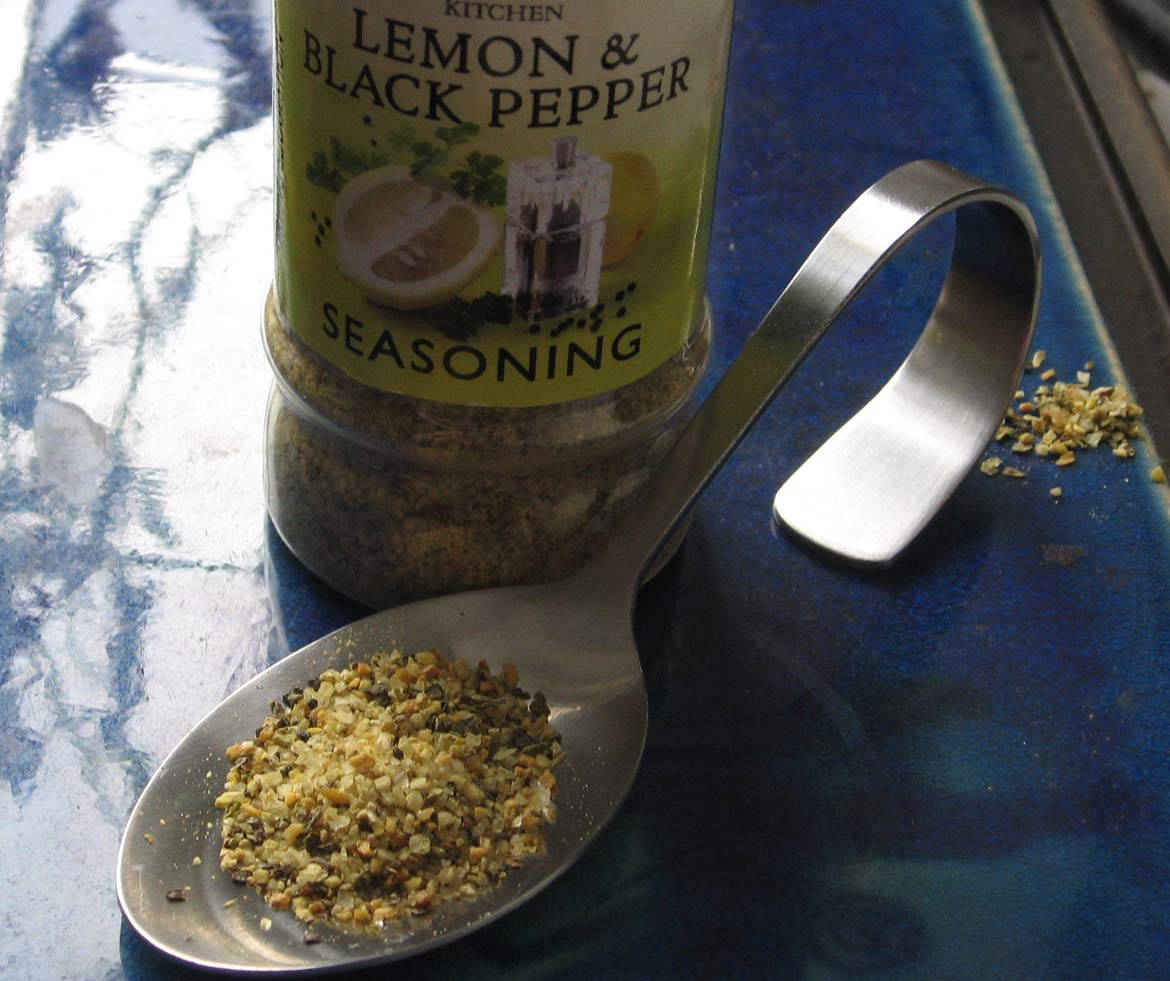
فلفل الليمون يوجد تجارياً في جرة صغيرة

فلفل الليمون متوفر تجارياً في جرات صغيرة وقد يتم تصنيعه منزلياً. قد يحتوي النوع التجاري على على بعض المكونات الإضافية مثل الملح، السكر، البصل، الثوم، حمض الليمون، نكهة الليمون الإضافية، وفليفلة حريفة وتوابل أخرى.